# Церковь Святого Духа (Гукливый)
Церковь Святого Духа (укр. Церква Святого Духа) — деревянная церковь, которая находится в селе Гукливый, Мукачевский район, Закарпатской области Украины.

## Описание
Церковь деревянная, построена из еловых брусьев в XVIII веке, тризрубна, с тремя срубами разного размера. Стены над навесом и крыша покрыты гонтом, башня — дубовым лемехом. Фундамент сложен из речного камня на глиняном растворе. Над притвором возвышается квадратная башня с двухъярусным барочным завершением. Навес, опираясь на выступы срубов, мягко охватывает сооружение со всех сторон и прикрывает крыльцо на западном фасаде, которое декорирован резными столбиками. На полотнища дверей нанесена резьба.
Благодаря совместной кровли над тремя срубами памятник выглядит компактным, снаружи почти не ощущается его трехкомпонентное строение. На входом возвышается башня с барочным завершением. Неф и алтарный сруб перекрыт арочным сводом, бабинец — плоским. В 1784 году интерьер церкви был расписан Францем Пеером. Частью архитектурного ансамбля является колокольня высотой 8 метров, нижний ярус которой срубный, а верхний, значительно удлинен — каркасный. Шатровая крыша колокольни и стены покрыты гонтом.
С XVII по XIX век в церкви велось составление Гукливской летописи
В советское время церковь долго была закрытой и именовалась «музеем атеизма», что позволило сохранить нетронутым интерьер и иконостас 1784 года. Памятник был отреставрирован в 1970—1971 годах. На рубеже XX и XXI веков церковь находилась в плачевном состоянии: гонты прогнили и дождь лил внутрь. Больше всего пострадали угловые соединения, выпуски венцов срубов, крыльцо, навес. Ценой больших усилий общественности к концу 2001 года церковь удалось покрыть новым гонтом, но древесина срубов была поражена грибком и в отдельных местах осталась подгнившей.